# Камнеломка проломниковая
Камнело́мка проло́мниковая (лат. Saxifraga androsacea) — вид двудольных цветковых растений, включённый в род Камнеломка (Saxifraga) семейства Камнеломковые (Saxifragaceae).

## Ботаническое описание
Камнеломка проломниковая — небольшое многолетнее травянистое растение. Стебли до 10 см длиной, несущие розетки листьев. Листья 8—30 мм длиной (включая черешок), в очертании обратноланцетовидно-лопатчатые, обычно с цельным краем, реже трёхлопастные, голые, с волосистым краем. Цветочный стебель без листьев или с 1—2 листьями.
Цветки одиночные или собранные на верхушке стебля по 2—3. Лепестки 4—7 мм длиной, белые, продолговато-обратнояйцевидной формы. Чашечка колокольчатая, железисто-опушённая, чашелистики продолговатые, около 2 мм длиной. Завязь полунижняя.
Семена эллипсоидные или яйцевидные, ребристые, бородавчатые, чёрного цвета, 0,8—0,9×0,3—0,4 мм.
Основной набор хромосом — 2n = 16, часто встречаются полиплоиды. У этого вида известен максимальный набор хромосом из всех камнеломок — 2n = 220.

## Ареал и экология
Камнеломка проломниковая распространена в Сибири, а также в горах Центральной и Южной Европы. Произрастает во влажных местах, появляется со сходом снега.

## Таксономия
|  |                                      |  |                                                         |                                                         |                         |  | ещё 14 семейств (согласно Системе APG III) | ещё 14 семейств (согласно Системе APG III) |                              |  |  |  | ещё до 400 видов |
|  |                                      |  |                                                         |                                                         |                         |  | ещё 14 семейств (согласно Системе APG III) | ещё 14 семейств (согласно Системе APG III) |                              |  |  |  | ещё до 400 видов |
|  |                                      |  |                                                         | порядок Камнеломкоцветные                               |                         |  |                                            |                                            | род Камнеломка               |  |  |  |                  |
|  |                                      |  |                                                         | порядок Камнеломкоцветные                               |                         |  |                                            |                                            | род Камнеломка               |  |  |  |                  |
|  | отдел Цветковые, или Покрытосеменные |  |                                                         |                                                         | семейство Камнеломковые |  |                                            |                                            | вид Камнеломка проломниковая |  |  |  |                  |
|  | отдел Цветковые, или Покрытосеменные |  |                                                         |                                                         | семейство Камнеломковые |  |                                            |                                            |                              |  |  |  |                  |
|  |                                      |  | ещё 58 порядков цветковых растений (по Системе APG III) | ещё 58 порядков цветковых растений (по Системе APG III) |                         |  |                                            | ещё около 30 родов                         | ещё около 30 родов           |  |  |  |                  |
|  |                                      |  |                                                         | ещё 58 порядков цветковых растений (по Системе APG III) |                         |  |                                            |                                            | ещё около 30 родов           |  |  |  |                  |

### Синонимы
- Evaeizoa androsacea (L.) Raf., 1837
- Saxifraga androsacea var. lanceolata (Kitt.) Rouy & E.G.Camus, 1901
- Saxifraga androsacea var. pyrenaica (Scop.) Nyman, 1878
- Saxifraga androsacea var. subacaulis Rouy & E.G.Camus, 1901
- Saxifraga androsacea var. trifida Haw., 1821
- Saxifraga androsacea var. uniflora Krylov, 1903
- Saxifraga lanceolata Kitt., 1863
- Saxifraga multinervis Dulac, 1867
- Saxifraga pyrenaica Scop., 1771

### Межвидовые гибриды
- Saxifraga ×gentyana Bouchard, 1948 [S. androsacea × S. exarata]
- Saxifraga ×padellae Brügger, 1880 [S. androsacea × S. seguieri]